# ウィリアム・ヴェイン (初代クリーヴランド公爵)
初代クリーヴランド公爵ウィリアム・ヘンリー・ヴェイン（英: William Henry Vane, 1st Duke of Cleveland, KG、1766年7月27日 – 1842年1月2日）は、イギリスの貴族、地主、資産家、政治家。ホイッグ党所属。
ダーリントン伯爵家に生まれ、伯位継承までバーナード子爵として庶民院議員を務めた。ゴドリッチ内閣期にクリーヴランド侯爵に昇ったのち、グレイ伯爵率いるホイッグ政権下でクリーヴランド公爵に叙されて公爵家を興した。

## 生涯
第2代ダーリントン伯爵とマーガレット・ラウザー（Margaret Lowther、初代ロンズデール伯爵の娘）との息子として生まれた。父方の祖母にグレース・フィッツロイがいる。彼女は国王チャールズ2世の庶子の家系たるクリーヴランド公爵家出身であるため、ウィリアムもこの流れで王家の系統を汲む。オックスフォード大学・クライストチャーチ・カレッジに学んだ。
1788年にトットネス選挙区より出馬して庶民院議員に当選、1790年まで議席を占めた。同年から1792年にかけては、父が直近で購入したウィンチェルシー選挙区に鞍替えして選出され庶民院議員を務めている。党派としてはホイッグに属しながら、議員初期にはピット首相を支持した。しかし、ピットは叙爵を求める彼の要求を認めなかったために、両者は次第に疎遠になったという。
1792年に父の死去に伴ってダーリントン伯爵位を継承、貴族院に列した。爵位継承後は次第にホイッグに傾倒していったが、カニング・ウェリントン両内閣に関しては支持している。ただし、基本的には腐敗選挙区廃止を含む政治改革の支持者であったため、トーリーに転向した長男や次男を疎んじた一方で、ホイッグに留まった末息子を支援した。この点に関して、『英国人名事典』は「公爵は（自身の保持した）6つの腐敗選挙区をかなぐり捨てることも躊躇わなかった」と評している。
他方、財産の面では1808年に遠縁のバース女伯爵が死去すると、彼が広大なパルトニーの地所を相続することが認められた。1833年の奴隷制度廃止を巡っては賛成票を投じている。廃止法可決に伴って、バルバドスに奴隷を保持していた公爵は1837年に奴隷補償法によって金銭補償を受けた。

1827年にクリーヴランド侯爵に昇った。1831年のウィリアム4世戴冠即位式では第三の剣(Third Sword)を持つ役割を担った。さらに1833年には連合王国貴族としてクリーヴランド公爵及びレイビー男爵を授けられた。続く1839年にもガーター勲章を受勲している。この急速な栄達に関して、官吏チャールズ・グレヴィルは自身の日記で次のように述べている。
1842年に75歳で死去、ダラム州ステインドロップに埋葬された。爵位は長男ヘンリーが継承した。
遺言では親友の政治家ブルーム卿を遺言執行人の一人に指名したほか、家族のみならず彼にも土地や宝石、コンソル債を贈与している。

## 家族
1787年にキャサリン・ポーレット（Katherine Powlett、第6代ボルトン公爵ハリー・ポーレットの次女）と結婚して、三男五女をもうけた。
- ヘンリー・ヴェイン（1788年 - 1864年）- 第2代クリーヴランド公爵。
- ウィリアム・ヴェイン（1792年 - 1864年）- 第3代クリーヴランド公爵。
- ハリー・ヴェイン（1803年 - 1891年）- 第4代クリーヴランド公爵。
- ルイーザ・ヴェイン（1791年 - 1821年）
- カロライン・ヴェイン（1795年）
- オーガスタ・ヴェイン（1796年 - 1874年）
- アラヴェラ・ヴェイン（1801年生 - 1864年）
- ローラ・ヴェイン（1807年 - 1882年）

1813年にエリザベス・ラッセル（Elizabeth Russell、1861年埋葬）と再婚したが、夫妻に子はなかった。